# Elaphoglossum angustissimum
Elaphoglossum angustissimum är en träjonväxtart som först beskrevs av Fée, och fick sitt nu gällande namn av Carl Frederik Albert Christensen. Elaphoglossum angustissimum ingår i släktet Elaphoglossum och familjen Dryopteridaceae. Utöver nominatformen finns också underarten E. a. minus.